# جیکوب پاولوویچ آدلر
جیکوب پاولوویچ آدلر (انگلیسی: Jacob Pavlovich Adler؛ ۱۲ فوریه ۱۸۵۵ – ۱ آوریل ۱۹۲۶) بازیگر اهل اوکراین بود. او اولین موفقیت تئاتری خود را در اودسا بدست آورد. وی در تئاتر ییدیش در لندن ستاره شد و در سال ۱۸۸۹، در دومین سفر خود به ایالات متحده، در شهر نیویورک اقامت گزید.